# Anna Karenina (film, 1918)
Az Anna Karenina 1918-ban bemutatott fekete-fehér magyar néma nagyjátékfilm, amely Lev Tolsztoj azonos című regénye alapján készült.

## Színészek
- Varsányi Irén  – Anna Karenina
- Kertész Dezső – Vronszkij
- Fenyvesi Emil  – Karenin
- Margittay Gyula – Oblovszkij
- Balassa Jenő
- Virányi Sándor – Levin doktor
- Lakos Vilma
- Gárdi Karola
- Igolits Sandy
- Almási Sáry
- Sieder Adolf
- Gajáry Mária